# Ørslev (Vordingborg Kommune)
|  | Denne artikel omhandler byen Ørslev (Vordingborg Kommune). Der er også andre steder med dette navn, se Ørslev. |
Ørslev er en by fire kilometer nord for Vordingborg på Sydsjælland med 1.979 indbyggere  (2025). Den ligger i Ørslev Sogn i Vordingborg Kommune og tilhører Region Sjælland.
En prognose fra Vordingborg Kommune estimerer, at Ørslev er det lokalområde i kommunen, som vil have den største befolkningstilvækst frem mod 2033.

## Etymologi
Ørslev kommer af stednavneendelsen -lev der betyder "levning" eller "noget leveret til efterkommere". –lev forekommer så godt som altid i forbindelse med et mandsnavn.
I Ørslevs tilfælde er det Øthær. Man tænker sig, at en mand af det navn har skabt sig en bosætning her. Den har han så kunnet efterlade sig til sine efterkommere.
Navne på –lev er opstået i jernalderen omkring 500 – 800 efter vor tidsregning.
Øthærs lev er i tidens løb ændret til "Ørslev".

## Transport
Den gamle "Fugleflugtslinje", nu Sekundærrute 151 går igennem Ørslev ved Mosen (Ørslev Vest). Sydmotorvejen (E47, E55) passerer øst om Ørslev, til/afkørsler nord og syd for Ørslev (nr. 40 og 41)
Det tager cirka 13 minutter med offentlig bus mellem Ørslev og Vordingborg Station.

## Erhverv
Indenfor byskiltene ligger cirka 45 virksomheder med mellem en og 90 ansatte. Blandt de største virksomheder kan nævnes malteriet Viking Malt, Ørslev Rejser, prisbelønnede Økoladen/Elmelund Chocolatier, rengøringsselskabet IBKA A/S, Danlej, Kayser & Thorsen ApS., Scania Værkstedstedsservice, Corning Optical Communications ApS. samt et erhvervsgartneri, som årligt producerer tre millioner agurker.
Firmaet Phobo har indledt forarbejdning af plastikaffald til genanvendeligt plastik og olie. Det foregår i bygninger, som tidligere husede et større avistrykkeri.
Landsbyen er privilligeret ved at have en privatpraktiserende læge.
I Ørslev forefindes en dagligvarebutik (Netto), benzintanke samt servicevirksomheder som solcentre og pizzeria med videre.
Vordingborg Genbrugsplads er, trods navnet, placeret i Ørslev. Det samme er i øvrigt også Vordingborg Dartklub.

## Uddannelse og institutioner
Skolen i Ørslev har elever i 0.-6. klasse og SFO. Skolen har ved indgangen til skoleåret 2025-26 cirka 120 elever, hvoraf de 20 begynder i 0. klasse. Skolen er en del af Gåsetårnsskolen i Vordingborg, som er en sammenslutning af fire tidligere skoler.
I sommeren 2010 blev et nybygget børnehus taget i brug. SFO'en er normeret til 130 børn i aldersgruppen fra nul år til de skal begynde i skolen.

## Kultur
I slutningen af juni 2019 blev et kommunalt ejet egnshus bygget sammen med skolen. Egnshus kan betragtes som erstatning for et privat drevet forsamlingshus, som er revet ned.
Ørslev Gymnastik- og Idrætsforening (ØGIF) er områdets største forening, målt på medlemstallet. Den blev grundlagt i 1957. Foreningen har cirka 650 medlemmer, og der bydes på fodbold, petanque, badminton og esport. Der er desuden mulighed for at dyrke gymnastik og yoga i Minihallen, som ligger i tilknytning til folkeskolen og Egnshuset. Årsagen til Minihallens navn er, at dens størrelse blot er 5/8-dele af en normal sportshal.
Ørslev Gymnastik- og Idrætsforening blev i 2022 hædret af DBU med titlen Årets Børneklub. Begrundelsen for hæderen var, at klubben yder en ekstraordinær indsats for klubbens børnespillere, og derigennem for børnefodbolden.
Ørslev Walk & Run indbefatter også mountainbike-ture.
FDF er særdeles aktiv i byen.
På kirkegården ved Ørslev Kirke er digterpræsten Christian Richardt (1831-1892) begravet. Hans mest kendte salme er angiveligt "Altid frejdig, når du går" fra 1867.
Kløverstierne er fire vandrestier indenfor Ørslevs byskilte. Stierne har en sammenhængende og samlet længde på 25 kilometer. Der er desuden handicapvenlige bålhytter og shelters.
Syd-øst for landsbyen ligger Rynkebjergdyssen, de 34 meter lange rester af en langdysse der står markeret med randsten, og ved siden af langdyssen ligger en jættestue.

## Galleri
- Mindesten for Danmarks befrielse (1945)
- Vordingborg Dartklub
- Genbrugspladsen